# Joel Borgstrand
Joel Borgstrand, född 10 november 1972, är en svensk före detta fotbollsspelare, senare mäklarassistent. Under sin fotbollskarriär var Borgstrand försvarare, han spelade såväl som mitt- som högerback.
Borgstrand fick sin fotbollsfostran i Halmstads BK och debuterade i A-laget 1991, i den dåvarande kvalsvenskan. Året efter gjorde han allsvensk debut mot BK Häcken. Han spelade i klubben under 17 säsonger innan han lämnade elitfotbollen efter säsongen 2006. Under dessa år blev det dock inte mer än 124 allsvenska matcher, under vilka han gjorde tre mål, för Borgstrand, detta till stor del beroende på att han under långa perioder drogs med diverse olika skador. Hans största meriter är cupguldet från 1995 och allsvenskt stort silver 2004.
Efter att ha lämnat HBK spelade Borgstrand en säsong i BK Astrio varpå han gick vidare till IS Halmia inför säsongen 2008.
2013 spelade Joel Borgstrand för IS Örnia Division 6 Södra Halland.